# Jane Dee Hull
Jane Dee Hull, nata Bowersock (Kansas City, 8 agosto 1935 – Phoenix, 16 aprile 2020), è stata una politica statunitense, governatrice dell'Arizona dal 1997 al 2003.

## Biografia
Nata nel Missouri, la Hull si trasferì nel Kansas con suo marito per motivi di lavoro e successivamente si stabilì definitivamente in Arizona, dove cominciò a muovere i primi passi nell'ambiente politico collaborando con la campagna elettorale di Barry Goldwater.
Nel 1978 entrò ufficialmente in politica con il Partito Repubblicano e vinse un seggio all'interno della legislatura statale dell'Arizona. Dopo quella volta, la Hull venne riconfermata per altri sette mandati e occupò anche la carica di presidente dell'assemblea.
Nel 1994 venne eletta Segretario di Stato dell'Arizona; tre anni dopo il governatore Fife Symington III fu costretto a dimettersi per uno scandalo e così la Hull, che era la seconda carica dello Stato divenne automaticamente governatrice. Jane Dee Hull fu la seconda donna a raggiungere la carica di governatore, nonché la prima repubblicana.
Nel 1998 venne eletta per un mandato completo, che portò a termine nel 2003. Per motivi costituzionali le fu impedito di candidarsi per un altro mandato: in Arizona infatti il governatore poteva ottenere solo due mandati consecutivi e la regola veniva estesa anche ai governatori che, come la Hull, erano subentrati al predecessore senza essere eletti.
La Hull, una repubblicana conservatrice, fu al centro di un'aspra polemica internazionale con la Germania: nel 1999 ordinò e ottenne l'esecuzione di due detenuti tedeschi, i fratelli Karl e Walter LaGrand, condannati alla pena di morte per un omicidio che avevano commesso nel 1982. La governatrice negò la grazia ai due detenuti e si oppose ai ricorsi presentati dalla Germania, nonostante la contrarietà del Tribunale dell'Aia.